# Veliko Gradište (općina)
Veliko Gradište (općina) (ćirilično: Општина Велико Градиште) je općina u Braničevskom okrugu u Središnjoj Srbiji. Središte općine je grad Veliko Gradište. 

## Zemljopis
Po podacima iz 2004. općina zauzima površinu od 344 km² (od čega je poljoprivrednik površina 26.688 ha, i šumskih 3.369 ha).

## Stanovništvo
Prema popisu stanovništva iz 2002. godine u općini živi 20.659 stanovnika, raspoređenih u 26 naselja .

### Grad
- Veliko Gradište

### Seoska naselja
| - Biskuplje, - Garevo, - Desine, - Doljašnica, - Đurakovo, - Zatonje, - Kamijevo, - Kisiljevo, - Kumane, | - Kurjače, - Kusiće, - Ljubinje, Srbija, - Majilovac, - Makce, - Ostrovo, Srbija, - Pečanica, - Požeženo, | - Popovac, Srbija, - Ram, - Sirakovo, - Srednjevo, - Topolovnik, - Tribrode, - Carevac, - Češljeva Bara |

Po podacima iz 2004. prirodni priraštaj je iznosio -6,5‰, a broj zaposlenih u općini iznosi 2.767 ljudi. U općini se nalazi 25 osnovnih škola s 1.939 učenika i 1 srednja škola s 286 učenika.